# Arteche
Arteche is een gemeente in de Filipijnse provincie Eastern Samar op het eiland Samar. Bij de volkstelling van 2007 had de gemeente ruim 14 duizend inwoners.
De gemeente is vernoemd naar gouverneur Pedro Arteche (1899-1945).

## Geografie

### Bestuurlijke indeling
Arteche is onderverdeeld in de volgende 20 barangays:
| - Aguinaldo - Balud - Bato - Beri - Bigo - Buenavista - Cagsalay - Campacion - Carapdapan - Casidman | - Catumsan - Central - Concepcion - Garden - Inayawan - Macarthur - Rawis - Tangbo - Tawagan - Tebalawon |

## Demografie
Arteche had bij de census van 2007 een inwoneraantal van 14.354 mensen. Dit zijn 1.330 mensen (10,2%) meer dan bij de vorige census van 2000. De gemiddelde jaarlijkse groei komt daarmee uit op 1,35%, hetgeen lager is dan het landelijk jaarlijks gemiddelde over deze periode (2,04%). Vergeleken met de census van 1995 is het aantal mensen met 1.816 (14,5%) toegenomen.

De bevolkingsdichtheid van Arteche was ten tijde van de laatste census, met 14.354 inwoners op 169,82 km², 84,5 mensen per km².